# Radiodiffusion-Télévision ivoirienne
Radiodiffusion-Télévision ivoirienne oder kurz RTI war von der Unabhängigkeit des Landes 1960 bis April 2011 der staatliche Fernsehsender der Elfenbeinküste.
Die Zentrale befand sich im Abidjaner Stadtteil Cocody. Seit der Unabhängigkeit des Landes 1960 besaß RTI als Staatssender eine Monopolstellung und diente als Propagandainstrument erst der Regierung Houphouet, dann derjenigen von Henri Konan Bédié und später derjenigen von Laurent Gbagbo.
Der Sender beendete seine Existenz mit der Bombardierung der Sendezentrale in Abidjan im Zusammenhang mit dem Regierungskrise 2010/2011 in der Nacht vom 10. auf den 11. April 2011.

## Geschichte
Seit 1960, im Jahr der Unabhängigkeit, war RTI, zusammen mit der staatlichen Tageszeitung Fraternité Matin, Monopolist im Informationssektor. Anfang der 1990er wurde der Tageszeitungsmarkt liberalisiert und 1993 erhielten erstmals andere Radio (BBC, Radio France Internationale (RFI), Africa N1) eine Lizenz.
Von 1988 bis 1994 war Danièle Boni-Claverie Direktorin des RTI.

### Bürgerkrieg
Gleich nach Beginn des Bürgerkriegs 2002–2007 gegen Laurent Gbagbo am 19. September 2002 verbot die Regierung sämtliche anderen Rundfunkmedien. Teilweise wurden auch deren Büros verwüstet. RTI sendete 24-Stunden am Tag aggressive politische Propaganda aus in denen auch gegen politische Gegner gehetzt wurde. Während des Bürgerkriegs hatte der Sender eindeutig Partei für Gbagbo ergriffen und sämtliche Anhänger des mit Präsident Gbagbo konkurrierenden Ouattara entlassen. Der Sender übertrug regelmäßig Hetzreden gegen die "Rebellen" und aus Burkina Faso stammende Ivorer. Offene Aufrufe zur Vertreibung der Bürger burkinischer Abstammung trugen dem Sender den Spitznamen "Radio Mille Lagunes" (Radio der tausend Lagunen") ein – in Anlehnung an das "Radio Mille Collines", dessen Hetzreden den Völkermord in Ruanda in den 90er Jahren vorbereitet hatten und dem Standort des Senders nahe den Lagunen von Abidjan.

### Regierungskrise
Am 17. Dezember 2010 kam es zu Gefechten an einer Straßenblockade vor der Zentrale der RTI. Kämpfer der Forces Nouvelles de Côte d’Ivoire (FN) wollten die, von Anhängern Laurent Gbagbos unter anderem mit einem Panzer gesicherte, Sperre durchbrechen um Zugang zu dem Sender zu bekommen.
Während RTI die Verlautbarung des Wahlergebnissen durch den Vorsitzenden der Unabhängigen Wahlkommission der Elfenbeinküste, Youssouf Bakayoko, am 2. Dezember 2010 nicht übertrug, sendete es ab dem nächsten Tag die Entscheidung des Verfassungsrats der Elfenbeinküste in einer Endlosschleife.
Nachdem Guillaume Soro am 16. Dezember mit einem Marsch auf den RTI nicht erfolgreich war, gründete die Opposition im Januar 2011 Télévision Côte d’Ivoire als Gegengewicht zu RTI.
UNO-Generalsekretär Ban Ki-moon beklagte am 13. Januar zum wiederholten Mal während der Regierungskrise 2010/2011 den fortgesetzten Einsatz des Senders  mit dem Ziel die Gewalt gegen die UN-Mission zu schüren.
Am 19. Januar 2011 beschloss der Schweizer Bundesrat alle möglichen Vermögenswerte von RTI in der Schweiz mit sofortiger Wirkung zu sperren. Als Grund wurde: „Öffentliche Aufstachelung zu Hass und Gewalt durch Beteiligung an Desinformationskampagnen im Zusammenhang mit der Präsidentschaftswahl von 2010.“ angegeben.
In der Resolution 1967 des UN-Sicherheitsrates vom 19. Januar 2011 wurde der Sender aufgefordert das Senden von Falschmeldungen über die Opération des Nations Unies en Côte d’Ivoire (ONUCI) zu unterlassen.
Das Gebäude der RTI wurde während des Sturms auf Abidjan von Kräften der Forces républicaines de Côte d’Ivoire am 31. März 2011 erobert. Nach Augenzeugenberichten fand in der Nacht von 31. März auf 1. April ein Gefecht mit vielen Toten zwischen den Unsichtbaren Kommandos und der FRCI um das Gebäude des RTI statt. Der angebliche Grund war das Verlangen von Ibrahim Coulibaly, dem Anführer der Unsichtbaren Kommandos eine Mitteilung verlesen zu lassen, nach der er als Leiter einer militärischen Übergangsregierung die Macht übernehmen solle. Die Gefechte ermöglichten den Gbagbo-treuen Republikanischen Garden das Gebäude später wiederzuerobern. Ouattara und Coulibaly wiesen die Vorfälle zurück.
Seit den späten Abend sendete der staatliche Fernsehsender ausschließlich Dokumentationen aus und verzichtete vollständig auf aktuelle Berichte. Am Wochenende vom 2. auf den 3. April gelang es der Republikanischen Garde, das Gebäude des Senders zurückzuerobern.
In der Nacht vom 10. auf den 11. April 2011 wurde der Sender von UN-Truppen bombardiert und zerstört. In der Folge wurden ehemalige Mitarbeiter des Senders Opfer von Übergriffen und Anfeindungen.
Das Programm von RTI kann in Europa über den Satelliten Badr 4 auf 26 Grad Ost frei empfangen werden.